# بهرام أباد (أسكو)
بهرام أباد هي قرية في مقاطعة أسكو، إيران. عدد سكان هذه القرية هو 75 في سنة 2006.